# Ніч у вересні
«Ніч у вересні» (рос. Ночь в сентябре) — радянський художній фільм знятий режисером Борисом Барнетом на кіностудії «Мосфільм» в 1939 році. Прем'єра фільму відбулася 16 жовтня 1939 року.

## Сюжет
1935 рік на Донбасі. Диверсійно-шкідницька група, яка орудує на шахті, намагається перешкодити шахтарям-стахановцям збільшити видобуток вугілля, по-новому організувати роботу, ударною працею відповісти на заклики партії. Забійник шахти «Центральна-Ірміно» Степан Кулагін встановив рекорд з видобутку вугілля, перевищивши норму в 14 разів. По всій країні шириться Кулагінський рух за підвищення продуктивності праці. Але вороги не дрімають. Не зумівши перешкодити Степану встановити рекорд, вони підривають шахту. Відповідальність за вибух покладають на Степана і його батька-десятника, а робітницю Дуню, що розкрила змову, поміщають в психіатричну лікарню. Зрештою все владнається. Товариш Орджонікідзе, що прилетів з Москви, і радянські контррозвідники знайдуть винних, та викриють ворогів і диверсантів, парторг Луговий запобіжить новому вибуху, а Степан і Дуня одружаться.

## У ролях
- Еммануїл Апхаїдзе —  Григорій Костянтинович Орджонікідзе, нарком важкої промисловості
- Микола Крючков —  Степан Кулагін, шахтар-стахановець
- Данило Сагал —  Павло Луговий, парторг шахти
- Зоя Федорова —  Дуня Величко
- Олександр Антонов —  Антон Михайлович Кулагін, старий шахтар, батько Степана
- Олександр Зражевський —  Володимир Миколайович Соколов, головний інженер шахти
- Микола Коновалов —  шахтар Зайка / лікар Старковський
- Володимир Баталов —  Андрій Семенович Поплавський, начальник шахти
- Петро Савін —  Слива, шахтар, диригент самодіяльного оркестру
- Олександр Герр —  Володимир Олександрович Вавилов, шкідник
- Костянтин Зюбко —  Василь Кавун, десятник шахтної ділянки
- Федір Селезньов —  Сердюк, головний бухгалтер шахти
- Валентина Караваєва —  подруга Дуні
- Марія Ключарьова —  подруга Дуні
- Андрій Тутишкін —  Іван Миколайович, офіцер держбезпеки
- Тетяна Баришева —  Софія Кас'янівна, дружина інженера Соколова
- Віра Окунєва —  Марія Трохимівна, мати Степана Кулагіна
- А. Набатов —  Кошар
- Іван Лобизовський —  кореспондент (немає в титрах)
- Борис Барнет —  Глєбов, інженер (немає в титрах)
- Олексій Долинін —  шахтар (немає в титрах)
- Федір Одиноков —  шахтар (немає в титрах)
- Павло Оленєв —  Тарас Іванович, сусід Кулагіних (немає в титрах)
- Гавриїл Бєлов —  делегат, провідний зборів (немає в титрах)
- Сергій Антимонов —  член комісії (немає в титрах)
- Олена Музіль —  няня (немає в титрах)
- Іона Бій-Бродський —  Василь Григорович, санітар (немає в титрах)
- Микола Юдін —  санітар (немає в титрах)
- В. Замятін — епізод (немає в титрах)

## Знімальна група
- Режисер — Борис Барнет
- Сценарист — Ігор Чекін
- Оператор — Наум Наумов-Страж
- Композитор — Володимир Юровський
- Художник — Володимир Баллюзек